# 고둥둥심포니
《고둥둥심포니》(영어: Godoongdoong Symphony)는 와이즈온미디어가 제작한 대한민국 음악교육 애니메이션으로, KBS 1TV에서 2022년 4월 21일부터 7월 7일까지 방영했다.

## 개요
아이들이 어려워하는 음악 기호와 악보 읽기, 리듬감까지 음악 전반을 작품 속 캐릭터들의 모험을 통해 단계적으로 습득할 수 있는 새로운 개념의 음악 교육 애니메이션.

## 방송 일시
| 방송 채널 | 방송일                    | 방송 시간                   |
| --------- | ------------------------- | --------------------------- |
| KBS 1TV   | 2022년 4월 21일 ~ 7월 7일 | 목 오후 3시 30분 ~ 3시 45분 |

## 등장인물
- 고둥둥
- 늘온
- 샤룬
- 린사
- 하씽이들
- 코아몽
- 젠틀펭
- 아울어스
- 마룽
- 소프라지
- 베이스에프
- 샤루밍

## 목소리 출연
- 남도형: 고둥둥, 젠틀펭
- 장미: 샤루밍, 트라하씽, 아울쓰리
- 박요한: 늘온, 베셒
- 방시우: 샤룬, 투하씽, 아울투, 솦지, 마룽이
- 민승우: 린사, 코아몽
- 조경이: 원하씽, 하이씽, 뚜아몽, 아울원, 아울포

## 제작진
- 기획총괄: 박현정
- 감독: 심갑섭 (시즌1)
- 시나리오: 박현정
- 프로듀서: 이준노
- 책임프로듀서: 김자현
- 프로듀서: 목훈
- 스토리보드: 차미선, 강예지
- 라인프로듀서: 한송이, 김정희, 김영환
- 캐릭터디자인: 추수빈
- 배경디자인: 강현아, 조수아, 장규리
- 애니메이터: 마수경, 김정희, 우은혜, 원혜민, 조연수, 빅소현, 윤창대, 하태경, 김재은, 방예진, 이수빈
- 특수효과: 마수경, 이진, 윤창대, 김영환
- 편집: 이준노
- 사업기획/마케팅: 김문호, 서은지
- 사운드 디자인
  - 녹음연출: 정서현
  - 배경음악: 이성장
  - 녹음/음향효과: 정서현, 김병찬
  - 믹싱: 정서현
- 홈페이지: KBS미디어 김하늘
- 종합편집: 이수은
- 자막디자인: 황은서
- 조연출: 차한결
- 연출: 목훈
- 기획: KBS
- 제작: Wise ON MEDIA

## 주제곡
- 오프닝/엔딩곡
  - 작곡: 유자, Roggy
  - 작사: 유자
  - 노래: 유자
- 삽입곡
  - 작곡: 유자, Roggy, 전현준, JUIN, 윤기현, nior
  - 작사: 유자, 전현준, 윤기현, nior
  - 노래: 유자, 전현준, 윤기현, nior, 허니비

## 방영 목록
| 회차       | 방송 일자       | 제목                                    |
| ---------- | --------------- | --------------------------------------- |
| 1화        | 2022년 4월 21일 | 출발! 리듬팡팡 페스티벌숲속의 괴물      |
| 2화        | 2022년 4월 28일 | 친구를 소중히물 속의 개구쟁이들         |
| 3화        | 2022년 5월 12일 | 이상한 도돌이표휴식이 필요해            |
| 4화        | 2022년 5월 19일 | 나도 같이 가!환경수호자 젠틀펭          |
| 5화        | 2022년 6월 2일  | 어둠 속의 눈동자들끊어진 다리           |
| 6화        | 2022년 6월 9일  | 우리들의 첫 무대도전! 리듬팡팡!         |
| 7화        | 2022년 6월 16일 | 늘온! 넌 할 수 있어!이상한 밤톨         |
| 8화        | 2022년 6월 23일 | 마룽이가 필요해꿈의 무대                |
| 9화        | 2022년 6월 30일 | 고둥둥이 사라졌다!잠자는 숲 속의 고둥둥 |
| 최종화(10) | 2022년 7월 7일  | 사라진 음악음악의 바다로!               |

## 결방 및 편성안내
- 2022년 5월 5일 어린이날 프로그램의 관계로 인해 결방했다.
- 2022년 5월 26일 지방선거, 자사 프로그램의 관계로 인해 결방했다.